# Ryan Malgarini
Ryan Timothy Malgarini (Renton, Washington, 12 de junio de 1992) es un actor estadounidense.
Conocido por interpretar a Tom Brooks en la serie de televisión Gary Unmarried y por sus actuaciones en las películas Freaky Friday como Harry Coleman y How to Eat Fried Worms como Benjy.

## Filmografía
- Freaky Friday (2003)
- The United States of Leland (2003)
- Gary Unmarried (2003)
- Go Figure (2005)
- How to Eat Fried Worms (2006)
- Riddle (2011)
- The young Kieswloski (2014)
- Dinner in America (2020)
- Freakier Friday (2025)

## Televisión
- Gilmore Girls (2003).... 1 episodio
- Malcolm in the Middle (2004).... 1 episodio
- Standoff (2006).... 1 episodio
- Gary Unmarried (2008).... 37 episodios